# Polystichum paramicola
Polystichum paramicola är en träjonväxtart som beskrevs av M. Kessler och A. R. Sm. Polystichum paramicola ingår i släktet Polystichum och familjen Dryopteridaceae. Inga underarter finns listade.